# Tephraciura latecuneata
Tephraciura latecuneata är en tvåvingeart som först beskrevs av Munro 1947.  Tephraciura latecuneata ingår i släktet Tephraciura och familjen borrflugor. Inga underarter finns listade i Catalogue of Life.